# Самостжельник, Станислав
Станислав Самостжельник (известный также как — Станислав из Кракова, Станислав из Могилы) (пол. Stanisław Samostrzelnik, лат. Stanislaus Claratumbensis; 1490, Краков — 1541, Могила) — польский художник эпохи возрождения, иллюминаторист, миниатюрист, и цистерцианский монах из Кракова, Польша. Первый польским художник, известный по имени, который рисовал в стиле возрождения. Сохранилось много его фресок в церквях на юге Польши. Наиболее выдающиеся можно увидеть в Цистерцианском аббатстве в Могиле. Он также известен портретом епископа Петра Томицкого в портретной галерее в костёле Святого Франциска Ассизского в Кракове.

## Биография

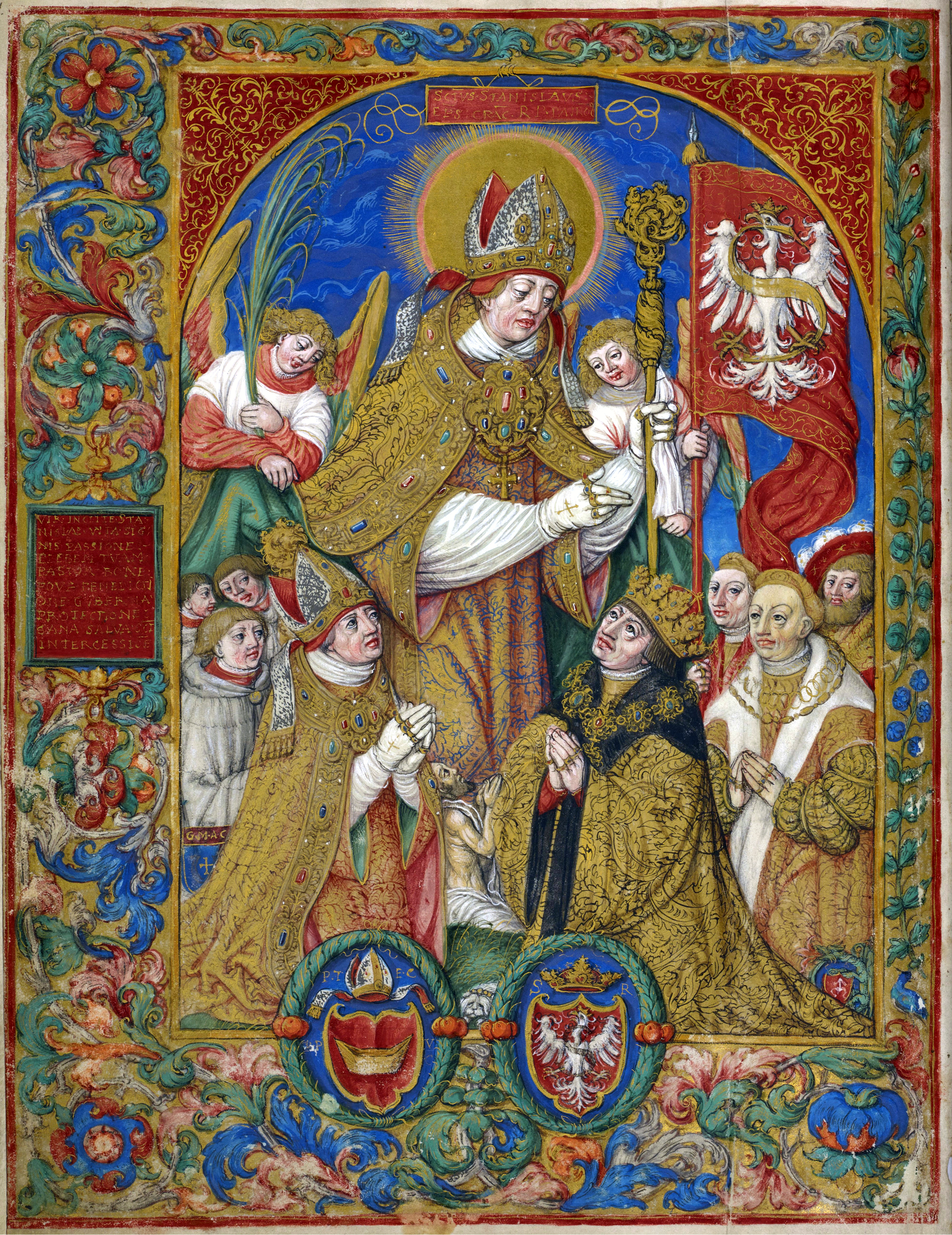
Король Сигизмунд I и епископ Пётр Томицкий преклоняются перед Святым Станиславом, страница из «Времён Сигизмунда I»

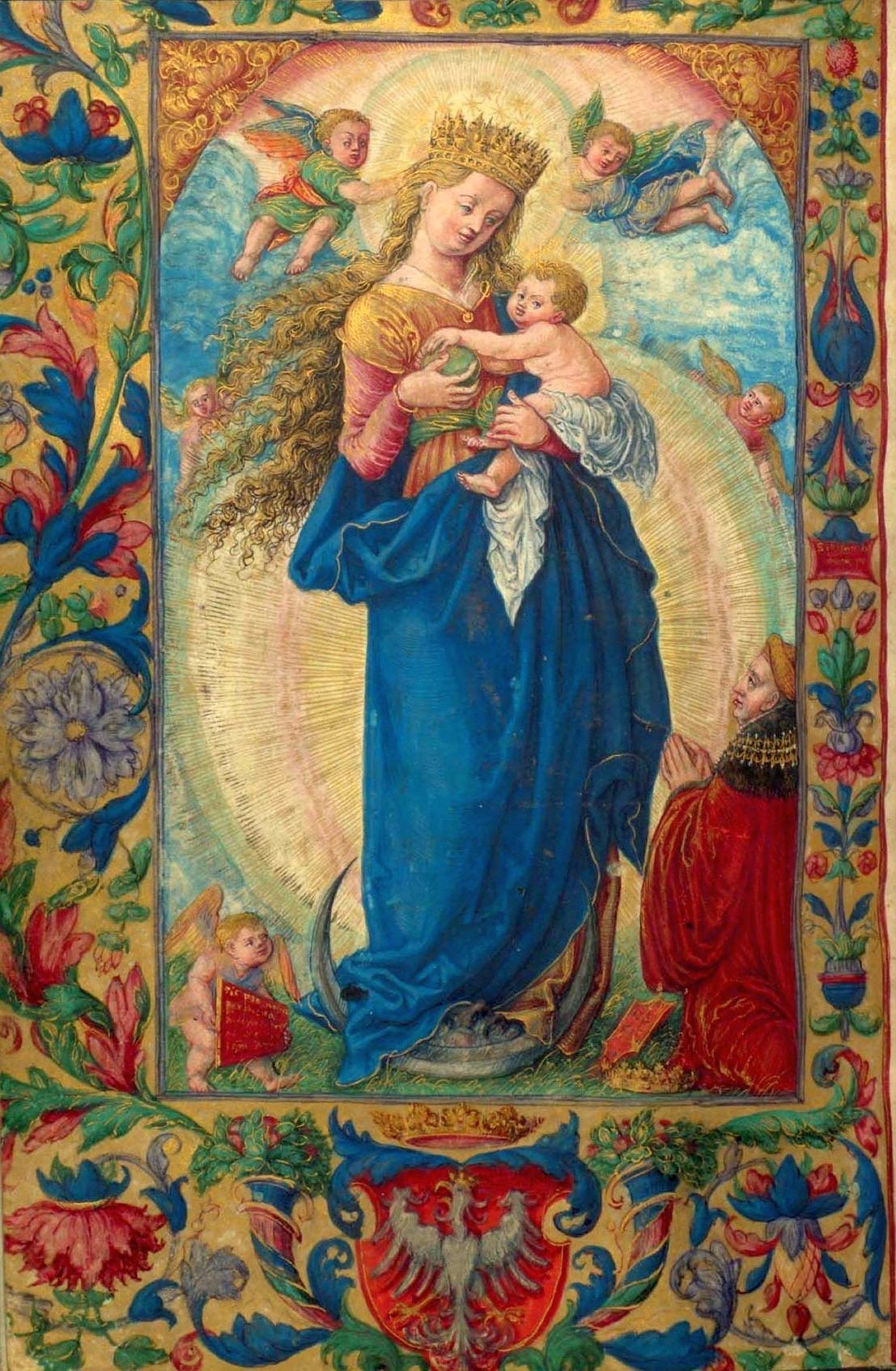
Молитвенник Сигизмунда I (1524 г.), Британская библиотека.

Портрет епископа Петра Томицкого (ок. 1530 г.), костёл Святого Франциска Ассизского в Кракове.

Станислав Самостжельник родился у Петра и Анны Самостжельник, которые жили в Кракове в доме аббата цистерцианцев из Копшивницы. Его отец, видимо, был изготовителем арбалетов и луков, отсюда и фамилия на старопольском языке (самостжельник с латинского sagittator, создатель арбалетов). Станислав Самостжельник, сдав все необходимые экзамены, поступает в Цистерцианское аббатствов в Могиле под Краковом, который в то время был отдельным городом, а теперь входит в состав административного городского района Нова-Хута в Кракове. Благодаря содействию Аббата, он смог быстро подняться в монастырской иерархии и вскоре стал иллюминатористом. Первая полностью доказанная хронологическая информация о нем появляется в 1506 году, когда он взялся за работу по росписи сводов монастыря. Он упоминается как pictor de Mogiła (художник из Могилы). С этого времени он использовал свое новое имя Stanislaus Claratumbensis (Станислав из Могилы), полученное из латинского названия Цистерцианского аббатства, Clara Tumba (Святая Могила). В 1511 году он получил право жить за пределами монастыря и переехал в Шидловец, для работы на владельца города Кшиштофа Шидловецкого, который был широко известен как покровитель искусств. Там он богато украсил иллюстрациями и миниатюрами генеалогическую книгу семьи Шидловецких (Liber genesos illustris Familiae Shidlovicae). Во время этой работы он также выполнил множество мелких заказов для Шидловецких, украсив местную церковь и замок. Он также служил капелланом каштеляна в 1510—1530 годах. В 1513 году от своего покровителя он получил приходской дом в Грохолице вблизи Цмелюв. В 1514 году он переехал с Шидловецким в Опатув, а после смерти последнего в 1532 году, вернулся в Могилы. В то время он делает иллюстрации к молитвеннику Альбрехта Гаштольда, написанному в 1528 году.
По возвращении, Станислав Самостжельник основал свою собственную мастерскую в Кракове на улице Свиднецка, где он получал заказы от местной аристократии, духовенства и королевского двора (включая молитвенник королевы Боны Сфорца). Станислав Самостжельник для епископа Петра Томицкого украсил иллюстрациями и миниатюрами Каталог архиепископов Гнезно написанный Яном Длугошем (Catalogus archiepiscoporum Gnesnensium) и расписал его часовню в Вавельском соборе.
Самостжельник украсил иллюстрациями и миниатюрами молитвенник принцессы Ядвиги Ягеллонки (1535 г.), документ мирного договора с Османской империей (1533 г.) и штандарт для Альбрехта Гогенцоллерна. Самостжельник также занимался росписью в Цистерцианском аббатстве в Могиле (внутри церкви, монастыря и библиотеки). Станислав Самостжельник умер в Цистерцианском аббатстве в Могиле в 1541 году.

## Работы и стиль

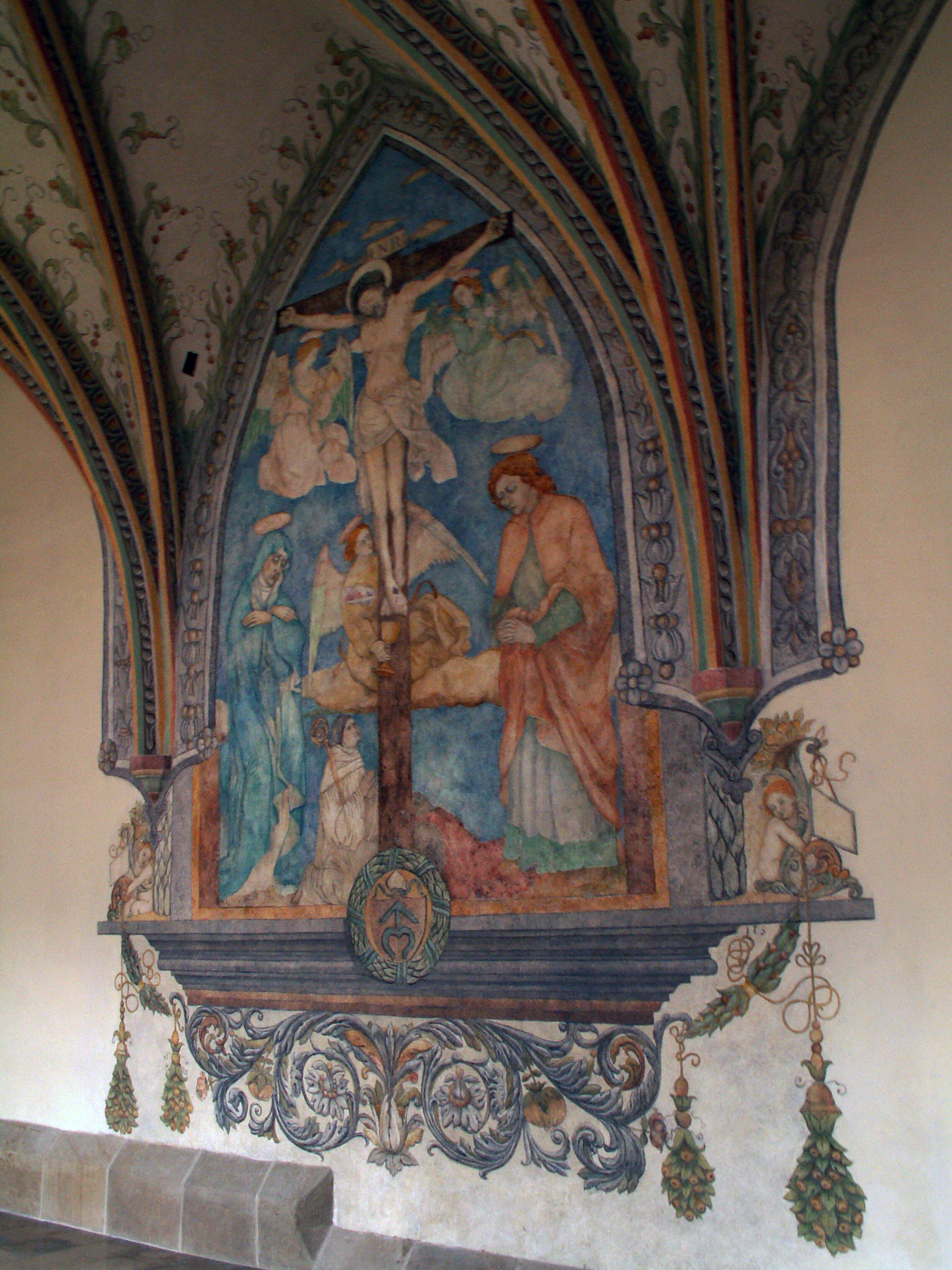
Распятие (полихромия, 1530—1541 гг.), Цистерцианском аббатстве в Могиле.

Основные работы Станислава Самостжельника включают иллюстрации и миниатюры в четырех молитвенниках: «Времена короля Сигизмунда I» (1524 г., Лондон, Британская библиотека), «Времена королевы Боны Сфорца» (1527 г., Оксфорд, Бодлианская библиотека), молитвенник Кшиштофа Шидловецкого (1527 г., в настоящее время разделен между архивом исторического городского музея и Амброзианской библиотекой в Милане) и молитвенник Вайтикуса Гоштаутаса (1528 г., Мюнхен, Университетская библиотека), иллюстрации и миниатюры в генеалогической книги семьи Шидловецких «Liber genesos illustris Familiae Shidlovicae» (1531—1532 г., Курник, Курницкая библиотека), каталог архиепископов Гнезно Catalogus archiepiscoporum Gnesnensium (1530—1535 г., Варшава, Национальная библиотека Польши) и Евангелие для Петра Томицкого (1534 год, Краков, Архиепископский архив). Предполагается также, что в мастерской Самостжельника был изготовлен Молитвенник Эразма Чолека.
Характерной чертой миниатюр Станислава Самостжельника является живой, часто контрастирующий цвет и стиль ренессанса, относящийся к готической традиции, но на самом деле он был дальтоником. Примерно с 1520 года в его работах прослеживается явное влияние немецких мастеров, таких как Альбрехт Альтдорфер, Лукас Кранах Старший и Альбрехт Дюрер, а также влияние Дунайской школы, приобретенной во время его пребывания в Вене (1515 г.) в качестве капеллана Кшиштофа Шидловецкого. Помимо влияния дунайской школы, в его работах видны голландские мотивы, а также, косвенно, итальянская живописью по орнаментальным и геральдическим мотивам, приобретенные во время его пребывания в Венгрии в 1514 году. Художественная роспись Станислава Самостжельника сочетает в себе фигурные сцены и орнаменты. Все изображённые им фигуры не подвергаются чрезмерной идеализации и характеризуются высокой степенью индивидуальности. Как правило, они одеты в соотносимую с эпохой жизни Самостжельника одежду, что соответствует тенденции художника к портретному реализму.

## Галерея

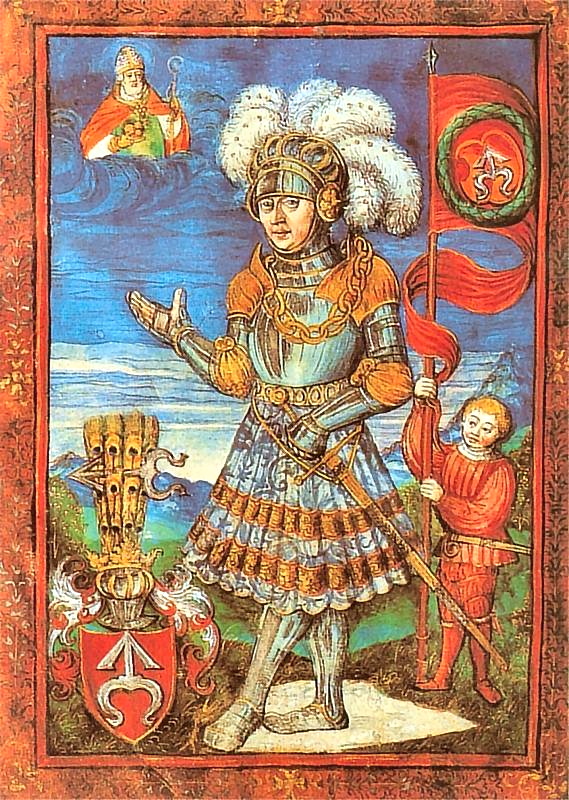
Миколай Шидловецкий Младший
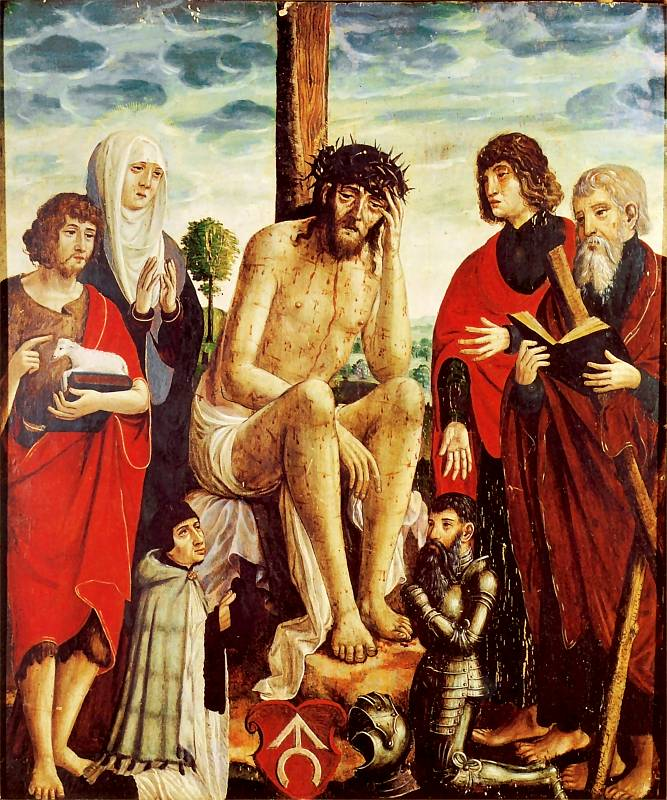
Созерцательный Христос со святой Марией, Иоанном Крестителем и апостолом Андреем (ок. 1515 г.), музей Шчежецкого
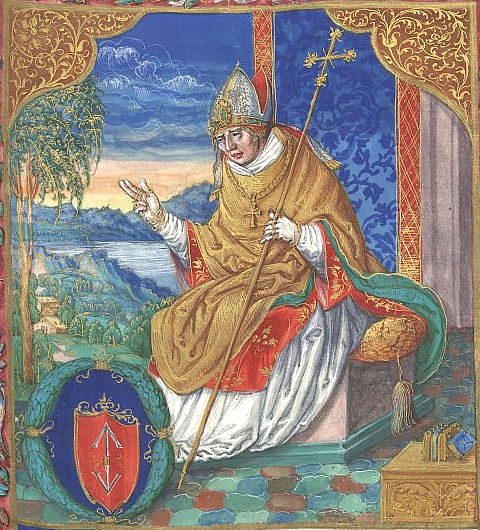
Ярослав Богория Скотницкий, Catalogus archiepiscoporum Gnesnensium; Vitae episcoporum Cracoviensium
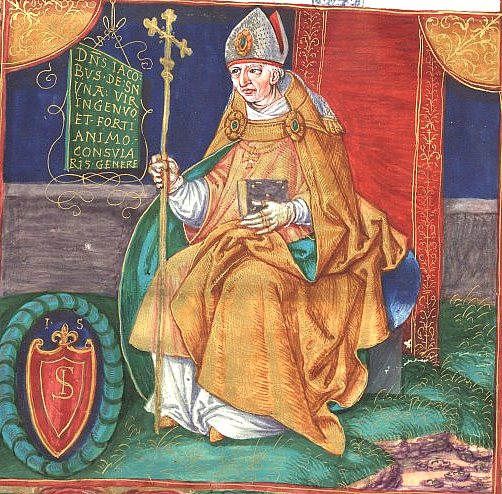
Якуб из Жнин, Catalogus archiepiscoporum Gnesnensium; Vitae episcoporum Cracoviensium
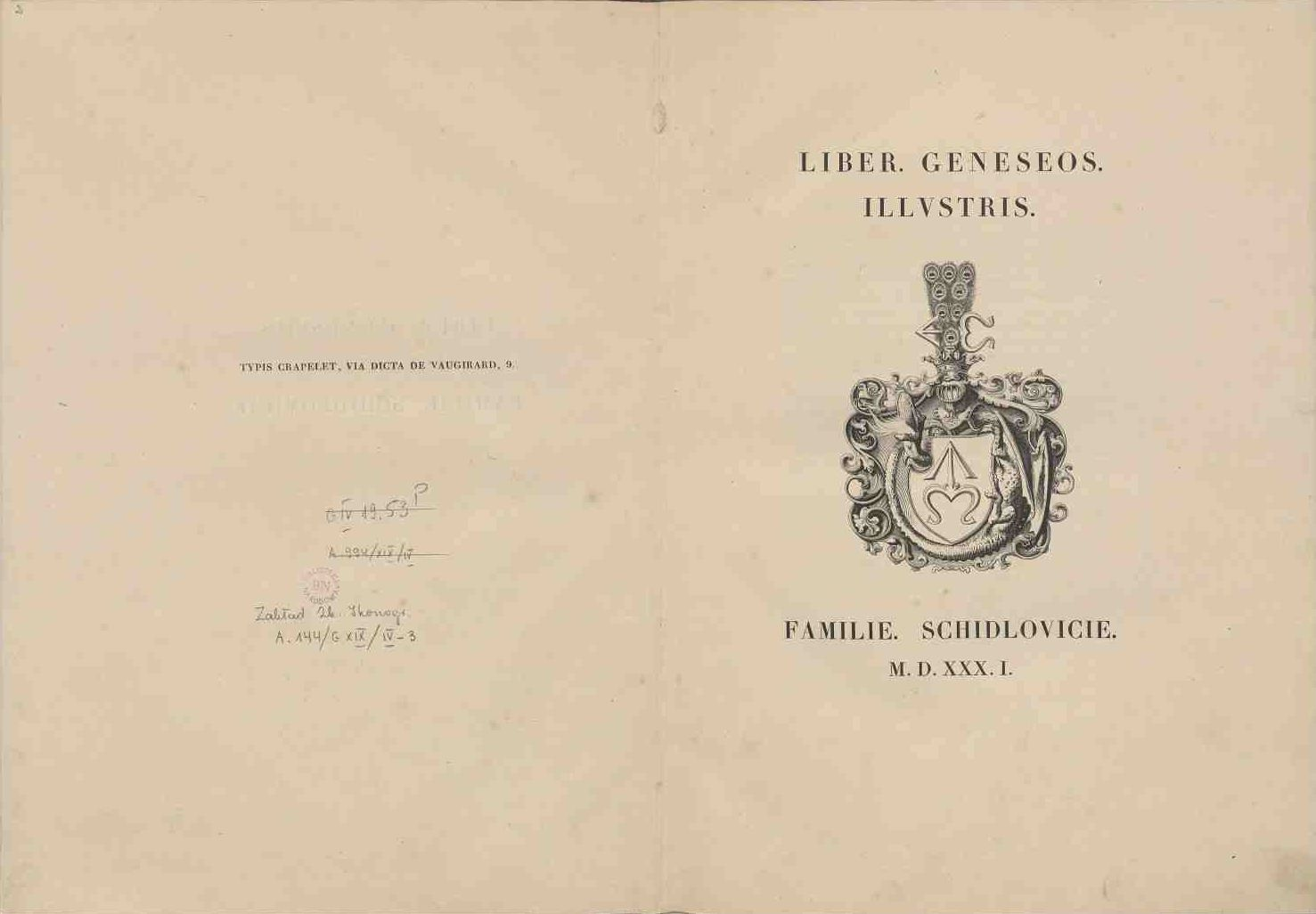
Liber genesos illustris Familiae Shidlovicae (1531 г.)
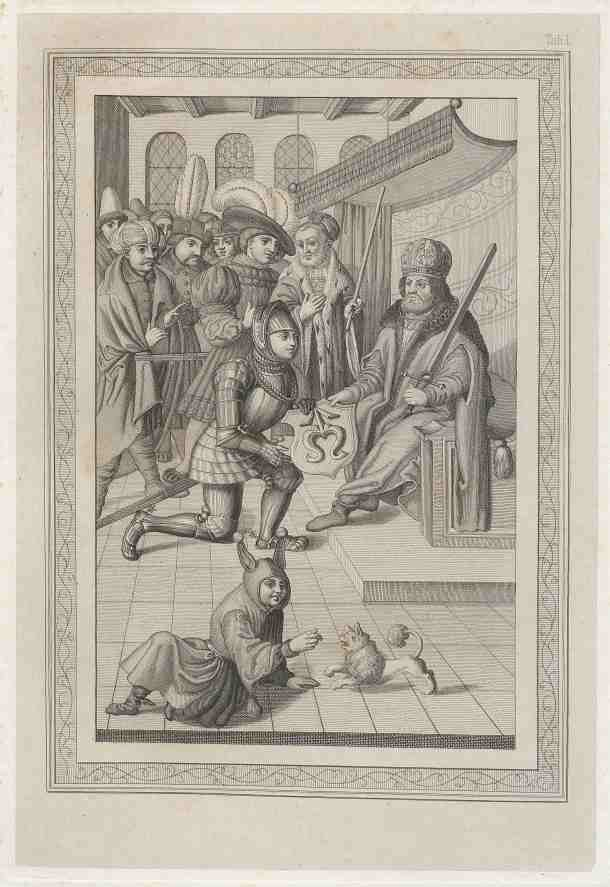
Получение Кшиштофом Шидловецким герба Одровонж от императора Максимилиана I.
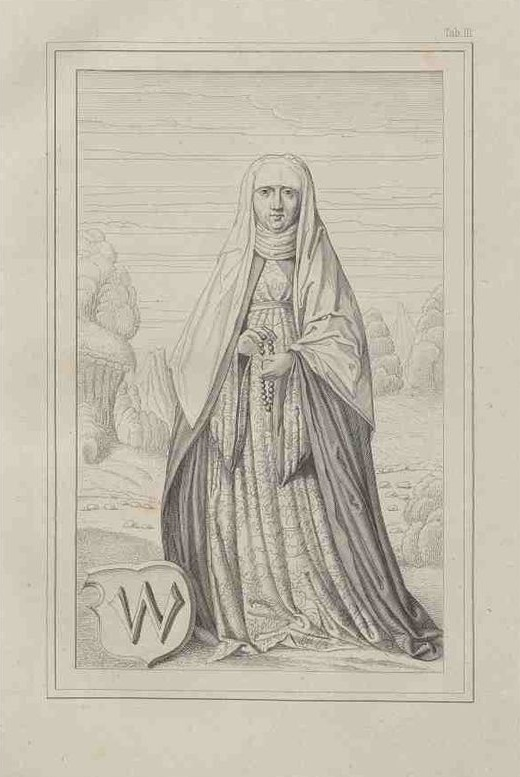
Барбара Старосельская из герба Абданк, первая жена Станислава Шидловецкого (1532 г.)
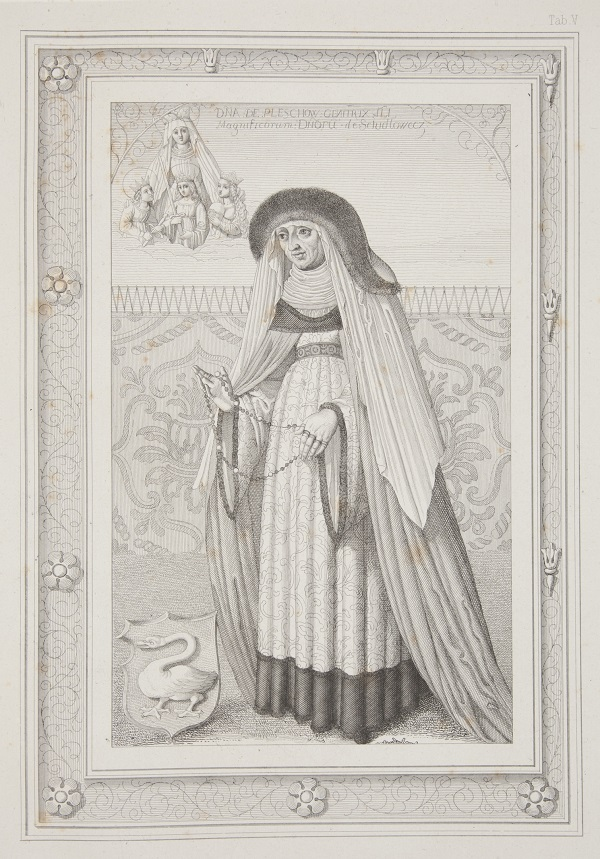
София из Гоздикова из герба Лебедь мать Кшиштофа Шидловецкого (1532 г.)
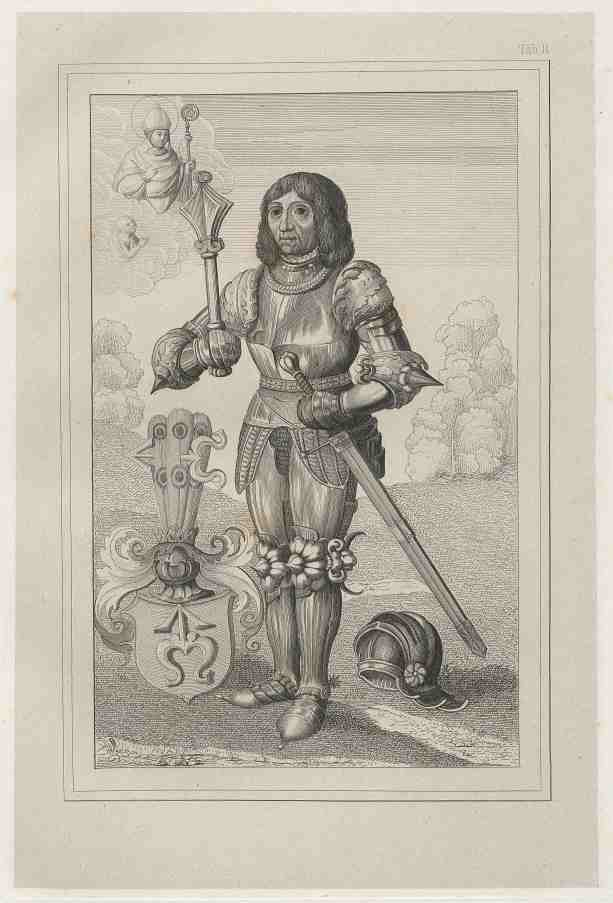
Станислав Шидловецкий отец Кшиштофа Шидловецкого
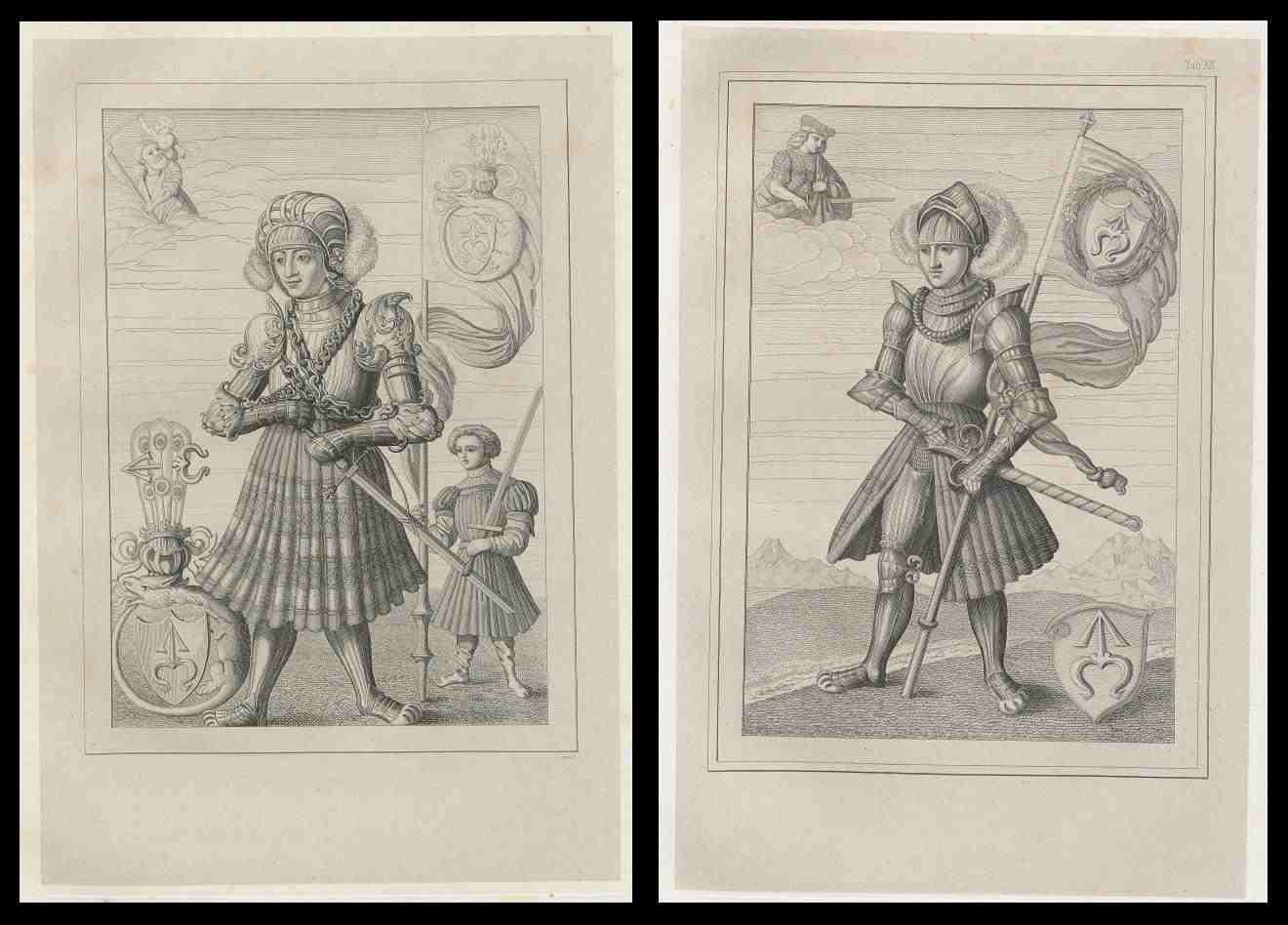
Кшиштоф Шидловецкий и Марцин Шидловецкий
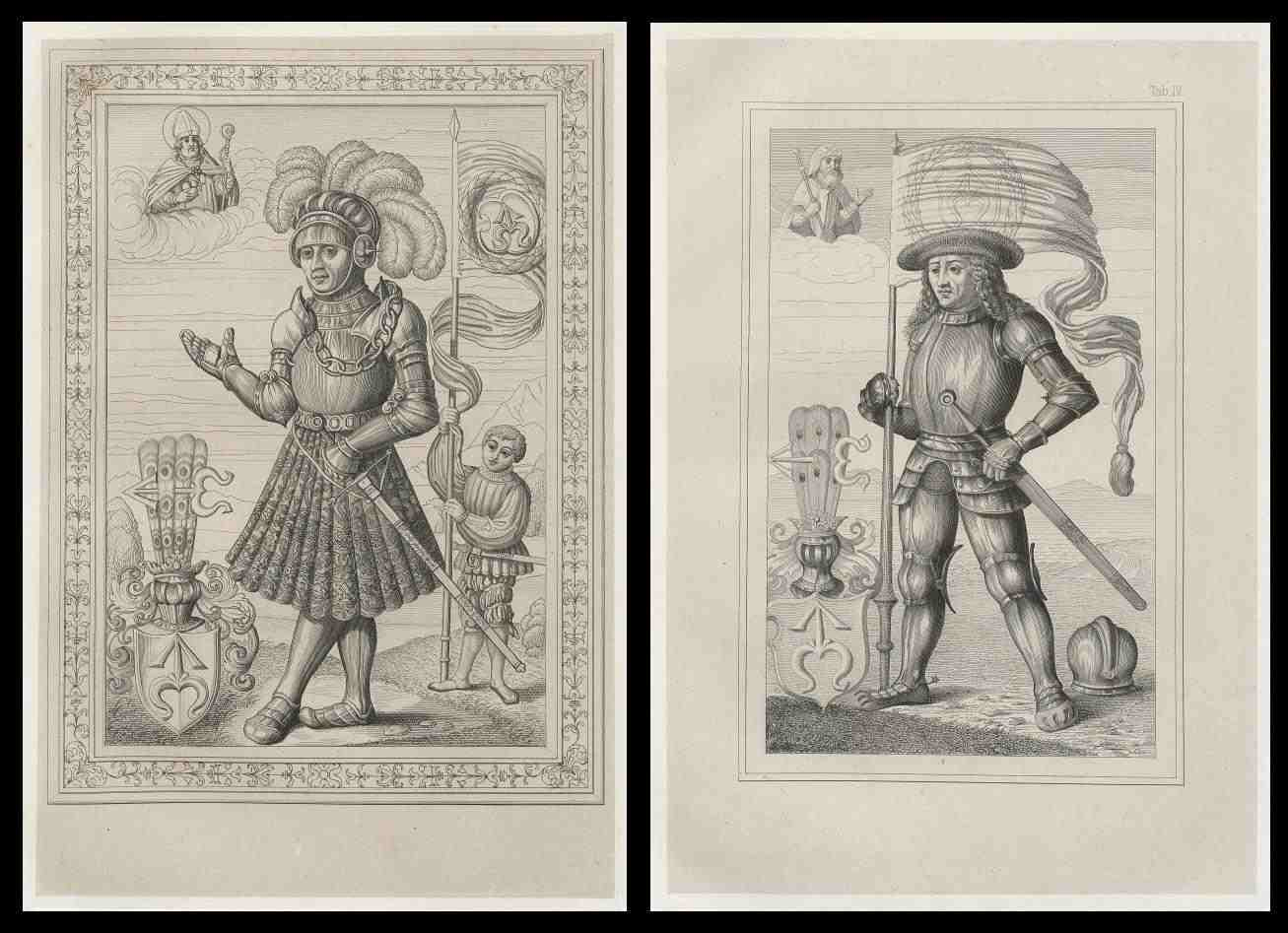
Миколай Шидловецкий и Якуб Шидловецкий
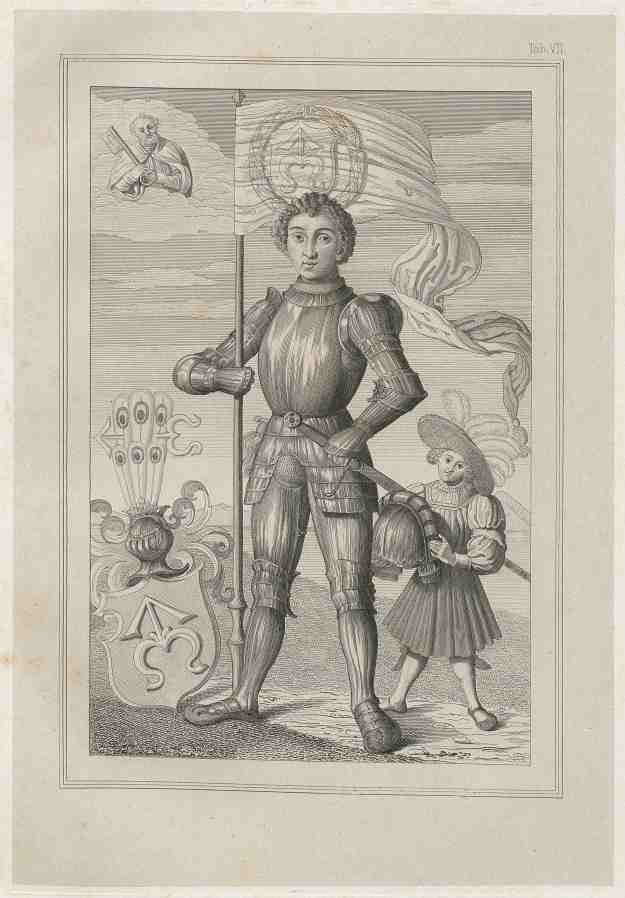
Пётр Шидловецкий
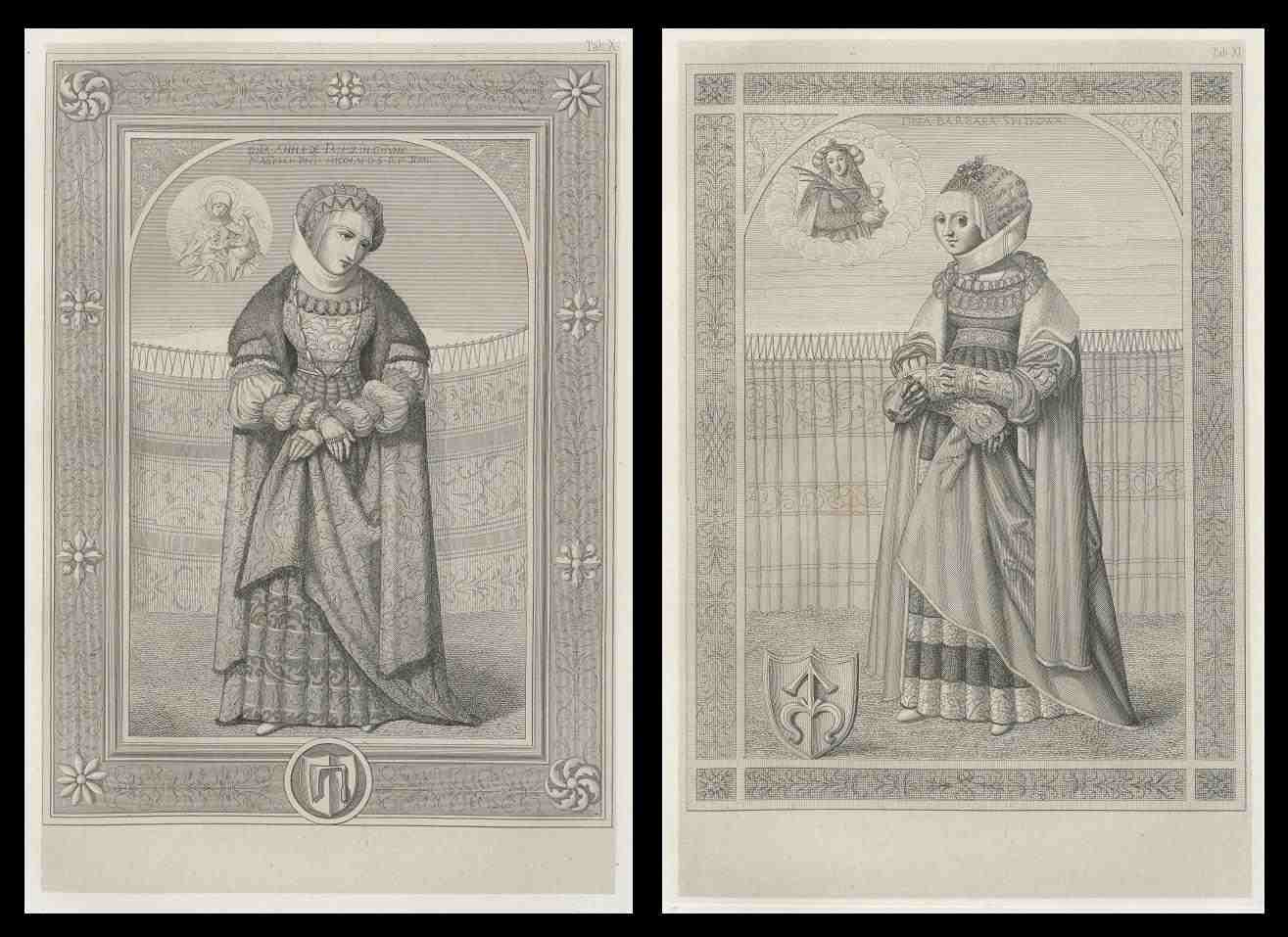